# Danilo Kamber
Danilo Kamber (ur. 2000 r. w Hamburgu) – niemiecki aktor.

## Filmografia[2]
- Die Pfefferkörner (serial, 2014) jako  Anton / Anton Cengiz
- Unter anderen Umständen (serial, 2015) jako Cengiz
- Jak sprzedawać dragi w sieci (szybko) (oryg. How to Sell Drugs Online (Fast), serial, 2019) jako Lenny Sander